# Iso-Ii och Pikku-Ii
Iso-Ii och Pikku-Ii eller Iijärvi är en sjö i Finland. Den ligger i kommunerna Idensalmi och Vieremä i landskapet Norra Savolax, i den centrala delen av landet, 400 km norr om huvudstaden Helsingfors. Iso-Ii och Pikku-Ii ligger 85,9 meter över havet. Den är 24,75 meter djup. Arean är 13,02 kvadratkilometer och strandlinjen är 65,14 kilometer lång. Sjön  ingår i Vuoksens huvudavrinningsområde. 